# سرود ملی اکوادور
"¡Salve, Oh Patria!" (در زبان اسپانیایی به معنی «به شما سلام می‌کنیم، ای سرزمین ما!»)، نام سرود ملی کشور اکوادور است. ترانهٔ این اثر در سال ۱۸۶۵ توسط شاعری به نام خوان لئون مرا، به درخواست سناتورهای اکوادوری، سروده شد و موسیقی آن را آنتونیئ نئومانه ساخت. با این حال این سرود تا ۲۹ سپتامبر ۱۹۴۸ رسمیت نیافته بود.
سرود ملی کلمبیا در اصل شامل یک قسمت کُر و شش بند شعر است که فقط بند دوم آن به همراه قسمت گروه کُر خوانده می‌شوند. قسمت کُر یک بار پیش و یک بار پس از بند دوم اجرا می‌گردد.

## متن ترانه
متن زیر تنها بخشی از سرود کامل اکوادور است که در مراسم و آداب اهتزاز پرچم پخش می‌شود. عبارات سرود ملی اکوادور به شرح زیر است (با ترجمه موازی به زبان فارسی):